# Hjortsberga
Hjortsberga est une localité de Suède dans la commune d'Alvesta située dans le comté de Kronoberg.
Sa population était de 246 habitants en 2019.